# Gagelbruch Borkenberge
Koordinaten: 51° 46′ 25″ N, 7° 16′ 4″ O
Das Naturschutzgebiet Gagelbruch Borkenberge liegt auf dem Gebiet der Stadt Lüdinghausen im Kreis Coesfeld in Nordrhein-Westfalen.
Das Gebiet erstreckt sich westlich der Kernstadt Lüdinghausen und östlich von Sythen, einem Stadtteil von Haltern am See. Am nordwestlichen Rand des Gebietes fließt der Sandbach, östlich liegt der Verkehrslandeplatz Borkenberge. Südlich direkt anschließend erstreckt sich das Naturschutzgebiet Haltern-Borkenberge, östlich erstreckt sich das 46,6 ha ha große Naturschutzgebiet Hochmoor Borkenberge.

## Bedeutung
Das etwa 89,0 ha große Gebiet wurde im Jahr 1987 unter der Schlüsselnummer COE-016 unter Naturschutz gestellt. Schutzziele sind 
- die Erhaltung und Optimierung des Moorkomplexes mit großem naturnahen dystrophem Gewässer durch Sicherung der Wasserstände und Wiedervernässung,
- die Aufgabe der Waldbewirtschaftung in den Birken-Moorwald-Gagelgebüschkomplexen
- und die Erhaltung und naturnahe Waldbewirtschaftung der feuchten Birken-Eichenwälder.[1]